# 聞間彩
聞間 彩（ききま あや、2000年11月19日 - ）は、日本のアイドルグループ AISTEAL（アイスチル）のメンバーで、つりビット、および東京ガールズブラボーの元メンバーである。

## 略歴
- 2013年5月22日、つりビットのメンバーとしてアイドルデビュー。
- 2016年4月2日、TBS『開運音楽堂』に、Kaiun Girl（2号）としてレギュラー出演を開始。
- 2019年3月24日、『ラストライブ〜Sail Away〜』（赤坂BLITZ）を以ってつりビットを卒業。
- 2019年10月31日、舞台『おおばかもの』で舞台デビュー。
- 2020年1月30日、舞台『Dance Dance Dance Dark Dungeon』で初主演を務める。（13日間、全18公演）
- 2020年4月25日、4年間レギュラー出演していた『開運音楽堂』を卒業。
- 2021年11月30日、15年間所属していた事務所 Sugar&Spiceを退所[1]。
- 2023年12月15日、東京ガールズブラボーのメンバーとしてアイドル活動を再開する事が発表され[2]、12月28日にプレデビュー。
- 2024年1月27日、東京ガールズブラボーのデビューライブがSpotify O-Crestにて開催される。
- 2024年7月18日、「一身上の都合により東京ガールズブラボーを脱退する運びとなりました」との発表があり、以後のライブは不参加となった[3]。
- 2024年8月30日、『聞間彩卒業LIVE』（TwinBox AKIHABARA）を以って正式にグループを脱退。
- 2025年4月23日、AISTEALのメンバーとなる事が発表される[4][5]。
- 2025年5月24日、『GIRLS☆DELIGHT#343-AISTEALデビューSP-』（横浜ランドマークホール）にてアイドル活動再開。

## 人物
- つりビット加入前から広告などでモデルとして活動していた。
- つりビットでの立ち位置はセンターで、イメージカラーは赤、美容リーダー、釣りたい魚はマグロ[6]。
- つりビットでの自己紹介は、当初は「つりビットの中1トリオ第2号の聞間彩です。釣りたい魚はマグロです」だったが、その後「つりビットの美容リーダー。中学2年生[注釈 1]の“ちゃんあや”こと聞間彩です。釣りたい魚はマグロです」となった。
- つりビットでのニックネームは「ちゃんあや」だったが、開運音楽堂ではそれとは別に「きっきー」というニックネームを付けられた[7]。また舞台の共演者からは「ききまちゃん」と呼ばれる事もある。
- プライベートでもしばしば釣りに行っていた。
- 特技はピアノ。4歳の頃から習い始め、つりビットの活動中もピアノ教室へは毎週通っていた。
- 小学校6年生までバレエを習っていた。
- グミとりんごが好物。
- 徳間書店「ラブベリー」(2016年～2017年)にモデルとして登場することもあった。
- ディズニーキャラクターのくまのプーさんと美女と野獣のベルが大好きである。
- 元ラストアイドルの長月翠とは幼少時から交友があり[8]、中学でも同じクラスだった[9]。
- 東京ガールズブラボーでの自己紹介は「神奈川県出身。リンゴとプーさんが大好き、聞間彩です」。

## 出演

### テレビ
- 開運音楽堂（2016年4月2日 - 2020年4月25日、TBS） - Kaiun Girl（2号）、ニックネームは「きっきー」
  - 2014年12月27日、竹内夏紀と共にゲストとして初出演。きっきーというニックネームもこの時に付けられた。
  - 2015年10月3日、『つりビットSP!!』と題してメンバー5人揃って出演。
  - 2016年4月2日、Kaiun Girl（2号）に就任。以降はレギュラーとして毎週出演。
  - 2016年8月20日、『chanAYA・TV』第1回放送。
  - 2016年9月10日、杉山真也アナがお休みの為、ゲストアシスタントを務める。
  - 2016年9月17日、ききますくが初登場するが聞間彩とは別人という事らしい。以降は不定期に姿を現す。
  - 2016年10月15日、『chanAYA・TV』第2回放送。
  - 2016年12月31日、『聞間彩のかまぼこ作り体験!!』で初ロケを経験。
  - 2017年1月20日、『chanAYA・TV』第3回放送。
  - 2018年1月6日、『聞間彩の「戌年」わんちゃんと遊ぼう!!富士サファリパーク・イヌの館』放送。
  - 2019年1月5日、『聞間彩のつりビット福笑い』放送。
  - 2019年2月23日、アシスタントの藤江れいながお休みの為、「第14代アシスタント」とテロップで表示された。
  - 2019年3月30日、つりビット全員での最後の出演。
  - 2019年4月27日、ききますくがKaiun Girl（4号）に就任。
  - 2019年5月頃、この頃から番組への出演が減少する。
  - 2019年7月27日、『つり回』つりビット全曲集CDの発売記念としてシングル11曲のMVがメドレーで流された。
  - 2020年4月25日、番組レギュラーを卒業。
  - 2021年5月29日、約1年ぶりにゲストとして出演。
  - 2022年8月6日、『長谷川瑞のJourney Diary』のコーナーにゲスト出演。
  - 2022年8月27日、スタジオゲストとして出演。

### 舞台
- おおばかもの～ふくらめ！私のイースト菌～（2019年10月31日 - 11月4日、浅草花劇場） - 悪宮グレ子 役[10]
- 劇団TEAM-ODAC『キクネ～僕らに出来ること～』（2019年12月14日、草月ホール） - 諦め担当の灯 役 ※ダブルキャスト[11]
- アリスインプロジェクト『Dance Dance Dance Dark Dungeon』（2020年1月30日 - 2月11日、シアターKASSAI） - 主演・三千院千価 役[12]
- 五反田タイガー『WORKER ANTSと働かないアリ』（2020年3月18日 - 22日、CBGKシブゲキ‼） - ブー 役[13]
- 五反田タイガー『Refrain～でも、バイバイ！～』（2020年9月30日 - 10月4日、草月ホール） - 小豆洗い 役[14]
- 五反田タイガー『DEMON～ありがとうって言えなくて～』（2021年1月27日 - 31日、博品館劇場） - 犬 役[注釈 2][15] [16]
- Monkey Works『明日は捲る』（2021年4月14日 - 18日、シアターサンモール） - 竹井奈美子 役[17]
- 劇団TEAM-ODAC『浦安鉄筋家族～子ども大戦争～』（2021年7月10日 - 18日、こくみん共済 coopホール／スペース・ゼロ） - 大沢木桜 役[18]
- 五反田タイガー『DEMON～ありがとうって言えなくて～』（2021年9月1日 - 5日、こくみん共済 coopホール／スペース・ゼロ） - 犬 役[注釈 3][19][20]
- 劇団☆ディアステージ『ネコにマタタビ♡アキバにオタク』（2021年9月23日 - 26日、シアターKASSAI） - おじょう 役[21]
- 五反田タイガー『Casket〜深海から見える星〜』（2021年11月10日 - 14日、草月ホール） - イワシ3姉妹なん女 役[22]
- 五反田タイガー『ペインティング・バーレスク〜天使がいた場所〜』（2022年9月28日 - 10月2日、こくみん共済 coopホール／スペース・ゼロ） - マリー 役[23]
- 劇団TEAM-ODAC『舞台・破天荒フェニックス』（2022年12月7日 - 11日、俳優座劇場）- 大河内早苗 役[24]
- カラスカ公演『気まぐれなクロノス』（2023年4月19日 - 23日、築地ブディストホール） - 影山響 役[25]
- フライドBALL企画『べすてぃ〜ず』Bチーム（2023年5月3日 - 7日、新宿THEATER BRATS） - 主演・飼育員クルミ 役[26]
- フライドBALL企画vol.68『産声をあなたに』（2025年1月29日 - 2月2日、新宿THEATER BRATS） - 真中愛菜 役[27]

### イベント
- つりビット楽曲視聴会（2019年9月6日、KEF MUSIC GALLAERY）
- 五反田タイガー〜一足お先に♪タイガークリスマス♡〜（2020年12月13日、SoyLatte STUDIO）[28]
- 五反田タイガー〜タイガー式?!スポーツの祭典開催!見せてあげる♡私たちの勇姿〜（2021年7月25日、SoyLatte STUDIO）[29]
- 五反田タイガー～アフタートーク&チェキ会イベント（2022年10月2日、SoyLatte STUDIO）[30]
- 即興コントステージ Hallowin Party! 公演（2022年10月30日、大塚ドリームシアター）
- トーク＆エンタメイベント虹宴～Vol.15～（2022年11月19日、川口市芝市民ホール）※公演中止[31]
- Happy Christmas!! 聞間 彩 final STORE 来店イベント（2022年12月24日、川崎final STORE）
- アイふた(ex.渋谷LOFT9アイドル倶楽部)  vol.49（2024年2月22日、LOFT9 Shibuya）

### ラジオ
- HAPPY-GO-LUCKY かをる★のミュージックどん丼79.2（2018年9月22日、レインボータウンFM） - 公開生放送
- みケらじ！（2022年8月27日、レインボータウンFM） - ゲスト、公開生放送
- みケらじ！（2022年10月22日 - 、レインボータウンFM） - レギュラー、公開生放送

### 雑誌
- ファミ通 No.1416（2016年1月21日、エンターブレイン） - 築地散歩の写真11点＋インタビュー記事
- LOVE berry vol.3 - vol.11（2016年8月 - 2017年12月、徳間書店） - モデル
- 月刊Audition 12月号（2016年11月1日、白夜書房）
- 週刊ヤングジャンプ No.1813（2017年2月16日、集英社）
- @JAM EXPO 2018 OFFICIAL BOOK PILOT VERSION（2018年8月17日、@JAM/booklista ※電子書籍）